# Comuna de Jastrząb
Jastrząb (polaco: Gmina Jastrząb) é uma gminy (comuna) na Polónia, na voivodia de Mazóvia e no condado de Szydłowiecki. A sede do condado é a cidade de Jastrząb.
De acordo com os censos de 2004, a comuna tem 5059 habitantes, com uma densidade 92,3 hab/km².

## Área
Estende-se por uma área de 54,79 km², incluindo:
- área agricola: 78%
- área florestal: 11%

## Demografia
Dados de 30 de Junho 2004:
|                      | Total   | Total | Mulheres | Mulheres | Homens  | Homens |
| -------------------- | ------- | ----- | -------- | -------- | ------- | ------ |
|                      | pessoas | %     | pessoas  | %        | pessoas | %      |
| População            | 5059    | 100   | 2585     | 51,1     | 2474    | 48,9   |
| Densidade (pop./km²) | 92,3    | 100   | 47,2     | 47,2     | 45,2    | 45,2   |

De acordo com dados de 2002, o rendimento médio per capita ascendia a 1387,28 zł.

## Subdivisões
- Gąsawy Plebańskie, Gąsawy Rządowe, Gąsawy Rządowe-Niwy, Jastrząb, Kolonia Kuźnia, Kuźnia, Lipienice, Orłów, Nowy Dwór, Śmiłów, Wola Lipieniecka Mała, Wola Lipieniecka Duża.

## Comunas vizinhas
- Mirów, Orońsko, Szydłowiec, Wierzbica